# Karl Toko Ekambi
Karl Toko Ekambi (París, Francia, 14 de septiembre de 1992) es un futbolista camerunés. Juega como delantero en el Al-Ettifaq Club de la Liga Profesional Saudí.

## Trayectoria

### París F. C.
Nacido en la capital francesa, se formó y debutó profesionalmente en el Paris Football Club, donde estuvo durante cuatro años antes de partir hacia el F. C. Sochaux Montbéliard. En este equipo jugó 68 partidos y marcó 21 goles dentro de la Championnat National.

### F. C. Sochaux-Montbéliard
Toko Ekambi se unió al Sochaux en 2014, proveniente del Paris Football Club. Hizo su debut ante el U. S. Orléans en la Ligue 2 2014-15. En el Sochaux disputó 82 partidos y marcó 26 goles en dos temporadas.

### Angers S. C. O.
En 2016 se unió al Angers S. C. O. Tras una temporada de adaptación a su nuevo equipo (siete goles en 31 encuentros), el delantero camerunés brilló en la Ligue 1 2017-18. Marcó 17 goles en 37 partidos y repartió cuatro asistencias despertando así el interés de grandes clubes en toda Europa, siendo finalmente el Villareal C. F. el que lo fichó tras pagar 18 millones de euros por el jugador.

### Villarreal
El 26 de septiembre de 2018 marcó su primer gol con el club amarillo en la victoria por 0-3 ante el Athletic Club. El 5 de diciembre del mismo año anotó cuatro goles en la goleada 8-0 a la U. D. Almería en Copa del Rey.

### Regreso a Francia y experiencia saudí
El 20 de enero de 2020 el Olympique de Lyon anunció su llegada como cedido hasta final de temporada a cambio de cuatro millones de euros con una opción de compra de 11,5 millones de euros más otros cuatro millones de euros en variables y un porcentaje de la plusvalía de un traspaso a otro club. El 2 de junio el conjunto lionés hizo efectiva dicha opción.
En Lyon consiguió anotar 38 goles en 114 encuentros y el 26 de enero de 2023 fue prestado al Stade Rennais F. C. hasta junio a cambio de un millón y medio de euros, aumentables en otro millón en función de los partidos jugados. Tras esta cesión fue traspasado en agosto al Abha Club saudí por un millón y medio de euros más otro medio millón en función de objetivos. Este equipo lo vendió a mitad de temporada al Al-Ettifaq Club y firmó hasta la finalización de la campaña 2024-25.

## Selección nacional
En el año 2015 recibió su primer llamado para la selección de fútbol de Camerún, con la que debutaría el 6 de junio de ese mismo año en un amistoso ante la selección de fútbol de Burkina Faso. El 3 de septiembre de 2016 marcó su primer gol en el seleccionado por un partido de la clasificación para la Copa Africana de Naciones de 2017 ante la selección de fútbol de Gambia.
A comienzos de 2017 fue confirmado como miembro de la plantilla que luego saldría campeona de la Copa Africana de Naciones 2017. En esta competición jugó cuatro partidos, los tres de la fase de grupos y el de cuartos de final.
En marzo del año 2022 clasificó a su selección a la Copa Mundial de Fútbol de 2022 con un gol a los 124 minutos de la prórroga contra Argelia.

## Estadísticas

### Clubes
- Actualizado al 10 de mayo de 2025.

| Club | Div.          | Temporada     | Liga  | Liga  | Copas nacionales(1) | Copas nacionales(1) | Torneos internacionales(2) | Torneos internacionales(2) | Total | Total | Media goleadora |
| Club | Div.          | Temporada     | Part. | Goles | Part.               | Goles               | Part.                      | Goles                      | Part. | Goles | Media goleadora |
| --- | ------------- | ------------- | ----- | ----- | ------------------- | ------------------- | -------------------------- | -------------------------- | ----- | ----- | --------------- |
| París F. C. Francia | 3.ª           | 2010-11       | 2     | 0     | 0                   | 0                   | —                          | —                          | 2     | 0     | 0               |
| París F. C. Francia | 3.ª           | 2011-12       | 25    | 3     | 4                   | 4                   | —                          | —                          | 29    | 7     | 0.24            |
| París F. C. Francia | 3.ª           | 2012-13       | 14    | 4     | 0                   | 0                   | —                          | —                          | 14    | 4     | 0.29            |
| París F. C. Francia | 3.ª           | 2013-14       | 26    | 14    | 0                   | 0                   | —                          | —                          | 26    | 14    | 0.54            |
| París F. C. Francia | Total club    | Total club    | 67    | 21    | 4                   | 4                   | 0                          | 0                          | 71    | 25    | 0.35            |
| F. C. Sochaux-Montbéliard Francia | 2.ª           | 2014-15       | 38    | 14    | 2                   | 0                   | —                          | —                          | 40    | 14    | 0.35            |
| F. C. Sochaux-Montbéliard Francia | 2.ª           | 2015-16       | 34    | 11    | 8                   | 1                   | —                          | —                          | 42    | 12    | 0.29            |
| F. C. Sochaux-Montbéliard Francia | Total club    | Total club    | 72    | 25    | 10                  | 1                   | 0                          | 0                          | 82    | 26    | 0.32            |
| Angers S. C. O. Francia | 1.ª           | 2016-17       | 31    | 7     | 2                   | 1                   | —                          | —                          | 33    | 8     | 0.24            |
| Angers S. C. O. Francia | 1.ª           | 2017-18       | 37    | 17    | 2                   | 0                   | —                          | —                          | 39    | 17    | 0.44            |
| Angers S. C. O. Francia | Total club    | Total club    | 68    | 24    | 4                   | 1                   | 0                          | 0                          | 72    | 25    | 0.35            |
| Villarreal C. F. · España | 1.ª           | 2018-19       | 34    | 10    | 2                   | 5                   | 7                          | 3                          | 43    | 18    | 0.42            |
| Villarreal C. F. · España | 1.ª           | 2019-20       | 18    | 6     | 1                   | 0                   | —                          | —                          | 19    | 6     | 0.32            |
| Villarreal C. F. · España | Total club    | Total club    | 52    | 16    | 3                   | 5                   | 7                          | 3                          | 62    | 24    | 0.39            |
| Olympique de Lyon Francia | 1.ª           | 2019-20       | 8     | 2     | 4                   | 0                   | 4                          | 0                          | 16    | 2     | 0.13            |
| Olympique de Lyon Francia | 1.ª           | 2020-21       | 35    | 14    | 4                   | 0                   | —                          | —                          | 39    | 14    | 0.36            |
| Olympique de Lyon Francia | 1.ª           | 2021-22       | 30    | 12    | 0                   | 0                   | 10                         | 6                          | 40    | 18    | 0.45            |
| Olympique de Lyon Francia | 1.ª           | 2022-23       | 19    | 4     | 0                   | 0                   | —                          | —                          | 19    | 4     | 0.21            |
| Olympique de Lyon Francia | Total club    | Total club    | 92    | 32    | 8                   | 0                   | 14                         | 6                          | 114   | 38    | 0.33            |
| Stade Rennais F. C. Francia | 1.ª           | 2022-23       | 17    | 3     | —                   | —                   | 2                          | 2                          | 19    | 5     | 0.26            |
| Stade Rennais F. C. Francia | Total club    | Total club    | 17    | 3     | 0                   | 0                   | 2                          | 2                          | 19    | 5     | 0.26            |
| Abha Club Arabia Saudita | 1.ª           | 2023-24       | 14    | 5     | 3                   | 2                   | —                          | —                          | 17    | 7     | 0.41            |
| Abha Club Arabia Saudita | Total club    | Total club    | 14    | 5     | 3                   | 2                   | 0                          | 0                          | 17    | 7     | 0.41            |
| Al-Ettifaq Club Arabia Saudita | 1.ª           | 2023-24       | 15    | 6     | —                   | —                   | —                          | —                          | 15    | 6     | 0.4             |
| Al-Ettifaq Club Arabia Saudita | 1.ª           | 2024-25       | 24    | 1     | 2                   | 2                   | —                          | —                          | 26    | 3     | 0.12            |
| Al-Ettifaq Club Arabia Saudita | Total club    | Total club    | 39    | 7     | 2                   | 2                   | 0                          | 0                          | 41    | 9     | 0.22            |
| Total carrera | Total carrera | Total carrera | 421   | 133   | 34                  | 15                  | 23                         | 11                         | 478   | 159   | 0.33            |
| (1) Incluye los datos de la Copa de la Liga de Francia (2014-act.), Copa de Francia (2014-act.), Copa del Rey y Copa del Rey de Campeones. (2) Incluye los datos de la Liga de Campeones de la UEFA y Liga Europa de la UEFA. |               |               |       |       |                     |                     |                            |                            |       |       |                 |

## Palmarés

### Títulos internacionales
| Título                         | Club (*) | País  | Año  |
| ------------------------------ | -------- | ----- | ---- |
| Copa Africana de Naciones 2017 | Camerún  | Gabón | 2017 |

(*) Incluyendo la selección.